# Let's Talk About Love (альбом Modern Talking)
Let's Talk About Love (укр. Давай поговорим про кохання) — другий студійний альбом німецького дуету Modern Talking, виданий 14 жовтня 1985 року лейблом Hansa Records. Альбом досяг другого місця в хіт-параді Німеччині і загалом провів у них 44 тижні. В результаті в цій країні він отримав платиновий статус від Bundesverband Musikindustrie (BVMI) за поставки у магазини понад 500 000 копій.

## Про альбом
Альбом був записаний на хвилі успіху перших релізів Modern Talking: синглів You're My Heart, You're My Soul, You Can Win If You Want та альбому The 1st Album. Дітеру Болену важливо було в той момент закріпити успіх гурту новими релізами, і вже у вересні 1985 року, всього через півроку після випуску першого альбому гурту, другий був готовий.
Відкриває альбом хіт «Cheri, Cheri Lady». Випущений синглом, напередодні релізу альбому він став третім синглом номер один дуету. Пісня «With a Little Love», за визнанням Дітера Болена, присвячена його старшому синові Марку, який народився саме влітку 1985 року. Томас Андерс часто виконував цю пісню на своїх концертах у 1987-1997 роках. Пісня «Let's Talk About Love» виконана в незвичайній для групи манері: у пісні відсутня «нормальний» приспів (також зустрічається в піснях «Juliet» та «Shooting Star»: весь приспів виконаний бек-вокалістами (фальцетом).

## Список композицій
Автор музики і слів Дітер Болен. 
| Перша сторона | Перша сторона                 | Перша сторона |
| #             | Назва                         | Тривалість    |
| ------------- | ----------------------------- | ------------- |
| 1.            | «Cheri, Cheri Lady»           | 3:45          |
| 2.            | «With a Little Love»          | 3:33          |
| 3.            | «Wild Wild Water»             | 4:17          |
| 4.            | «You're the Lady of My Heart» | 3:18          |
| 5.            | «Just Like an Angel»          | 3:13          |

| Друга сторона | Друга сторона                    | Друга сторона |
| #             | Назва                            | Тривалість    |
| ------------- | -------------------------------- | ------------- |
| 6.            | «Heaven Will Know»               | 4:01          |
| 7.            | «Love Don't Live Here Anymore»   | 4:20          |
| 8.            | «Why Did You Do It Just Tonight» | 4:21          |
| 9.            | «Don't Give Up»                  | 3:18          |
| 10.           | «Let's Talk About Love»          | 3:53          |
| 37:59         |                                  |               |

## Учасники запису
- Томас Андерс - вокал, додаткова електрогітара;
- Дітер Болен  – бек-вокал, клавішні, аранжування, продюсування;
- Луїс Родрігез - аранжування, продюсування;
- Рольф Келер - бек-вокал, вокал у приспівах;
- Детлеф Відеке - бек-вокал, вокал у приспівах;
- Міхаель Шольц - бек-вокал, вокал у приспівах;
- Біргер Корляйс – бек-вокал.
- Герд Трац – фото
- Андреас Грассль – фото
- Манфред Вормштайн – артдиректор, фотодизайн

## Чарти
| Chart (1985)                                 | Peak position |
| -------------------------------------------- | ------------- |
| Австрія Austrian Albums (Ö3 Austria)         | 4             |
| Нідерланди Dutch Albums (MegaCharts)         | 16            |
| European Albums (Music & Media)              | 12            |
| Finnish Albums (Suomen virallinen lista)     | 2             |
| Німеччина German Albums (Offizielle Top 100) | 2             |
| Норвегія Norwegian Albums (VG-lista)         | 3             |
| Spanish Albums (AFYVE)                       | 3             |
| Швеція Swedish Albums (Sverigetopplistan)    | 4             |
| Швейцарія Swiss Albums (Schweizer Hitparade) | 1             |

| Chart (1986)                       | Position |
| ---------------------------------- | -------- |
| Austrian Albums (Ö3 Austria)       | 27       |
| European Albums (Music & Media)    | 34       |
| German Albums (Offizielle Top 100) | 17       |
| Swiss Albums (Schweizer Hitparade) | 27       |

## Сертифікації
| Регіон                                                                                          | Сертифікація | Продажі  |
| ----------------------------------------------------------------------------------------------- | ------------ | -------- |
| Австрія (IFPI Austria)                                                                          | Платиновий   | 50 000*  |
| Німеччина (BVMI)                                                                                | Платиновий   | 500 000^ |
| Іспанія (PROMUSICAE)                                                                            | Золотий      | 50 000^  |
| *продажі, що базуються лише на сертифікаціях ^відвантаження, що базуються лише на сертифікаціях |              |          |